# Rashtriya Janata Dal

Die Parteifahne der Rashtriya Janata Dal

Rashtriya Janata Dal (Hindi राष्ट्रीय जनता दल rāṣṭrīya janatā dal, „Nationale Volkspartei“, RJD) ist eine politische Partei in Indien, die ihre Basis im Bundesstaat Bihar hat. Die Partei wurde am 5. Juli 1997 von Lalu Prasad Yadav, dem ehemaligen Parteiführer der Janata Dal gegründet, nachdem dieser wegen Korruptionsvorwürfen aus der Janata Dal ausgeschlossen worden war.
Die Anhängerschaft der Rashtriya Janata Dal rekrutiert sich vor allem aus Angehörigen niederer Kasten und Muslimen, die beide in Bihar zahlenmäßig vergleichsweise stark sind. Ideologisch tritt die RJD nach eigenem Bekunden für soziale Gerechtigkeit mit sozialistischer Ausrichtung, Gleichheit und für eine säkulare Gesellschaftsordnung ein. Hindu- und Muslim-Nationalismus werden abgelehnt.

## Bisherige Wahlergebnisse
Bei der indischen Parlamentswahl 1998 gewann die RJD 17 Wahlkreise im Bundesstaat Bihar. Außerhalb Bihars blieb sie erfolglos. In der Folge ging die RJD ein Wahlbündnis mit der Samajwadi Party ein, verlor bei der indischen Parlamentswahl 1999 jedoch 10 Mandate an die Bharatiya Janata Party (BJP). Bei der Wahl zum Regionalparlament von Bihar im Jahr 2000 wurde sie stärkste Partei und stellte dort bis 2005 die Regierung.
Bei der indischen Parlamentswahl 2004 ging die RJD im Rahmen der United Progressive Alliance ein Bündnis mit der Kongresspartei ein und gewann 22 der 40 Wahlkreise von Bihar sowie 2 weitere in Jharkhand. Bei der indischen Parlamentswahl 2009 konnte sie als Teil der sogenannten Fourth Front, einer Allianz von Linksparteien, nur noch 4 Wahlkreise gewinnen. Bei der indischen Parlamentswahl 2014 schloss sich die RJD wieder dem Parteienbündnis der United Progressive Alliance an und gewann vier Wahlkreise in Bihar. Zwischen 2015 und Juli 2017 war die RJD in Bihar an einer Koalitionsregierung (zusammen mit der Janata Dal (United) und der Kongresspartei) beteiligt („grand alliance“, Mahagathbandhan).
| Jahr | Wahl                                 | Parlamentssitze |
| ---- | ------------------------------------ | --------------- |
| 1998 | Wahl zur Lok Sabha 1998              | 17/543          |
| 1999 | Wahl zur Lok Sabha 1999              | 7/543           |
| 2000 | Parlamentswahl in Bihar 2000         | 124/324         |
| 2004 | Wahl zur Lok Sabha 2004              | 24/543          |
| 2005 | Parlamentswahl in Bihar Februar 2005 | 75/243          |
| 2005 | Parlamentswahl in Bihar Oktober 2005 | 54/243          |
| 2009 | Wahl zur Lok Sabha 2009              | 4/543           |
| 2010 | Parlamentswahl in Bihar 2010         | 22/243          |
| 2014 | Wahl zur Lok Sabha 2014              | 4/543           |
| 2015 | Parlamentswahl in Bihar 2015         | 80/243          |